# Дестини Девил
Сабана Пател (енгл. Sabana Patel; 3. април 1985), познатија под псеудонимом Дестини Девил (енгл. Destiny Deville), британска је порнографска глумица, индијског порекла. Дестини Девил је каријеру у порно индустрији започела 2004. године.